# National Women's Soccer League
A National Women's Soccer League (em português: Liga Nacional de Futebol Feminino) é uma liga profissional de futebol feminino dos Estados Unidos. Organizada pela Federação de Futebol dos Estados Unidos é considerada a principal e mais importante liga de futebol feminino do país. A NWSL foi criada em 2012 como uma sucessora da Women's Professional Soccer (WPS) (2007-2012), que foi ela própria sucessora da Women's United Soccer Association (WUSA) (2001-2003), a primeira liga de futebol feminino criada no país em 2001.  A liga começou seus jogos em 2013 com oito times, quatro dos quais eram ex-membros da Women's Professional Soccer. Com a adição de mais dois times em Houston e Orlando e com a saída do Boston Breakers, a liga conta hoje com um total de quatorze times.
Desde sua temporada inaugural em 2013, sete times diferentes foram campeões da liga e seis foram campeões da temporada regular. O atual campeão da liga é o Orlando Pride. O North Carolina Courage foi o primeiro time na história da liga a ganhar a NWSL SHIELD e o campeonato, ambos os títulos em 2018 e 2019, o Orlando Pride repetiu a façanha em 2024.

## Formato da competição
A temporada da NWSL ocorre de março à novembro, onde cada time joga 26 partidas, sendo 13 em casa e 13 fora. Ao final da chamada "temporada regular", o time com o maior número de pontos é reconhecido com o título da temporada regular à NWSL Shield. Os oito clubes com mais pontos se classificam para os playoffs da NWSL que consistem em quatro partidas de quartas de final, jogos únicos em mata-mata (o 1º enfrenta o 8°; o 2º enfrenta o 7º, o 3° enfrenta o 6° e o 4° enfrenta o 5°), com o ganhador de cada jogo indo para as semifinais com os confrontos definidos da mesma forma e a partida sempre na casa do time de melhor campanha e assim os vencedores das duas semifinais, vão para a decisão do campeonato a NWSL Championship em jogo único no estádio neutro pré definido.

## História

### Fundação
Depois que a Women's Professional Soccer (WPS) cessou suas atividades em abril de 2012, a Federação de Futebol dos Estados Unidos (USSF) anunciou uma mesa apara discutir o futuro do futebol feminino profissional nos Estados Unidos. A reunião, que contou com a presença de representantes da USSF, dos times da WPS, da W-League (que acabou também deixando de existir em 2015) e da Women's Premier Soccer League (WPSL), aconteceu em junho e resultou no planejamento para o lançamento de uma nova liga em 2013 com 12-16 times, tirados de cada uma das três ligas. Comparado com a WPS, os times teriam um orçamento salarial relativamente baixo de $500,000, valor que depois foi rebaixado ainda mais para $200,000.
Em novembro de 2012, foi anunciado que haveria oito times na nova liga e que a competição seria subsidiada pela USSF, pela Federação Canadense de Futebol (CSA) e pela Federação Mexicana de Futebol (FMF). As três federações pagariam os salários das jogadoras de suas respectivas seleções (24 dos EUA, 16 do Canadá e entre 12 e 16 do México), ajudando assim os times a criarem elencos de alta classe sem que tivessem que ultrapassar seus orçamentos salariais. As jogadoras seriam distribuídas de forma o mais igualitariamente possível entre os oito times em um processo de alocação. A Federação Americana cuidaria da organização do evento e do calendário de partidas.
Em 29 de novembro de 2012, foi anunciado que Cheryl Bailey havia sido nomeada Diretora Executiva da nova liga. Bailey havia sido Diretora Geral da Seleção de Futebol Feminino dos Estados Unidos entre 2007 e 2011, liderando todo o staff de suporte a seleção durante as Copas do Mundo de 2007 e 2011 e durante os Jogos Olímpicos de Verão de 2008. Durante seu tempo como Diretora Geral da seleção americana, ela foi responsável por todas as áreas da administração, incluindo pagamentos, planejamento das viagens do time e relação com a CONCACAF, FIFA e outras federações.

### Primeiros anos
O primeiro jogo da NWSL aconteceu em 13 de abril de 2013, quando o Portland Thorns visitou o FC Kansas City, em um jogo que terminou empatado em 1 à 1 e foi assistido por 6,784 no Shawnee Mission District Stadium. A atacante méxico-americana Renae Cuéllar marcou o primeiro gol da história da liga. A temporada de 2013 teve uma média de público de 4,270 pessoas com um pico de 17,619 presentes para assistir a revanche entre Kansas City e Portland em Portland em 4 de agosto.
A NWSL se tornou a primeira liga profissional de futebol feminino da história dos Estados Unidos a chegar a nove times com a adição do Houston Dash em 2014. O aparecimento de grupos interessados em ter um time na NWSL continuou, principalmente com times da Major League Soccer (MLS) interessados em também ter um time na NWSL. A temporada de 2015, teve um calendário mais enxuto e alguma instabilidade no início da temporada devido a Copa do Mundo de Futebol Feminino de 2015 no Canadá. Contudo, a competição trouxe também mais exposição na mídia para a NWSL, o que causou um aumento significativo no público frequentando os jogos da liga.
Em 2016, a NWSL se tornou também a primeira liga profissional de futebol feminino da história dos Estados Unidos a existir por mais de três temporadas.

## Equipes participantes

### Equipes atuais
Quatorze equipes participam da liga, todas elas baseadas nos Estados Unidos. Cada clube pode ter um mínimo de 25 e um máximo de 30 jogadoras no elenco a qualquer momento na temporada.
Originalmente, cada elenco da liga incluía até três jogadoras da seleção americana, até duas jogadoras da seleção mexicana e até duas jogadoras da seleção canadense. Os times podem também contar com até quatro jogadoras internacionais. As outras vagas no elenco devem ser preenchidas por jogadoras americanas. Os clubes também preenchem seus elencos usando um número de drafts. Após 2017, a Federação Mexicana não aloca mais jogadoras para a NWSL, já que os mexicanos criaram sua própria liga de futebol feminino e o número de jogadoras alocadas e jogadoras internacionais em cada time varia devido a troca de jogadoras entre os times.
| Time                   | Estádio                    | Capacidade      | Cidade                  | Fundação | Entrada na Liga | Técnico            |
| ---------------------- | -------------------------- | --------------- | ----------------------- | -------- | --------------- | ------------------ |
| Angel City FC          | BMO Stadium                | 22.000          | Los Angeles, Califórnia | 2020     | 2022            | Becki Tweed        |
| Bay FC                 | PayPal Park                | 18.000          | San José, Califórnia    | 2023     | 2024            | Albertin Montoya   |
| Chicago Stars FC'      | SeatGeek Stadium           | 20.000          | Bridgeview, Illinois    | 2006     | 2013            | Lorne Donaldson    |
| Houston Dash           | Shell Energy Stadium       | 7.000 (22.000)  | Houston, Texas          | 2013     | 2014            | Fran Alonso        |
| Kansas City Current    | CPKC Stadium               | 11.500          | Kansas City, Missouri   | 2020     | 2021            | Vlatko Andonovski  |
| NJ/NY Gotham FC        | Sports Illustrated Stadium | 25.000          | Harrison, Nova Jérsei   | 2007     | 2013            | Juan Carlos Amorós |
| North Carolina Courage | WakeMed Soccer Park        | 10.000          | Cary, Carolina do Norte | 2016     | 2017            | Sean Nahas         |
| Orlando Pride          | Inter&Co Stadium           | 25.500          | Orlando, Flórida        | 2015     | 2016            | Seb Hines          |
| Portland Thorns FC     | Providence Park            | 25.218          | Portland, Oregon        | 2012     | 2013            | Mike Norris        |
| Racing Louisville FC   | Lynn Family Stadium        | 15.304          | Louisville, Kentucky    | 2019     | 2021            | Bev Yanez          |
| San Diego Wave FC      | Snapdragon Stadium         | 32.000          | San Diego, Califórnia   | 2021     | 2022            | Casey Stoney       |
| Seattle Reign FC       | Lumen Field                | 10.000 (67.000) | Seattle, Washington     | 2012     | 2013            | Laura Harvey       |
| Utah Royals            | America First Field        | 20.213          | Sandy, Utah             | 2017     | 2024            | Amy Rodriguez      |
| Washington Spirit      | Audi Field                 | 20.000          | Washington, D.C.        | 2012     | 2013            | Jonatan Giráldez   |

1. ↑  Conhecido como Chicago Red Stars de 2013 a 2024.
2. ↑  Conhecido como Kansas City NWSL em 2021.
3. ↑  Conhecido como Sky Blue FC de 2013 a 2020.
4. ↑  Conhecido como Reign FC em 2019 e OL Reign de 2020 a 2023.
5. ↑  Conhecido como Utah Royals FC de 2018 a 2020.
6. ↑  O Utah Royals FC jogou pela primeira vez na temporada de 2018 e permaneceu na liga até encerrar as operações no final da temporada de 2020.

### Equipes futuras
| Time             | Estádio           | Capacidade        | Cidade                | Fundação | Entrada na Liga | Técnico           |
| ---------------- | ----------------- | ----------------- | --------------------- | -------- | --------------- | ----------------- |
| Boston Legacy FC | White Stadium     | a ser determinado | Boston, Massachusetts | 2023     | 2026            | a ser determinado |
| Denver           | a ser determinado | a ser determinado | Denver, Colorado      | 2025     | 2026            | a ser determinado |

### Equipes do passado
- Boston Breakers — 2013–2017 (A franquia da NWSL deixou de existir)[18]
- FC Kansas City — 2013–2017 (A franquia foi readquirida pela liga e subsequentemente deixou de existir; todas as suas jogadoras e seus direitos foram transferidos para o novo clube da liga, o Utah Royals FC)[19]
- Utah Royals FC – 2018–2020 (A franquia da NWSL encerrou suas operações depois que sua participação foi adquirida pela liga,[20] mas quem comprar os ativos restantes da Utah Soccer LLC (ou seja, Real Salt Lake) tem a opção de restabelecer o Royals em 2023.[21] Os ativos relacionados ao jogador da franquia foram transferidos para a nova equipe NWSL de Kansas City.)[22]
- Western New York Flash — 2013–2016 (A franquia da NWSL foi vendida e realocada para o North Carolina Courage;[23] um novo time chamado Western New York Flash foi fundado e hoje joga na United Women's Soccer, a segunda divisão do futebol feminino norte-americano[24])

### Expansão
Logo após seu lançamento, a liga planejava se expandir para dez times até 2014. Candidatos potencias incluiam grupos que não foram selecionados para estar entre os oito times originais; grupos da área de Los Angeles (um esforço conjunto entre Los Angeles Strikers e Pali Blues) e de Hartford, Connecticut tiveram suas propostas oficialmente rejeitadas, assim como uma proposta do Seattle Sounders Women. Houve também a especulação de que o time feminino do Vancouver Whitecaps FC poderia ser um candidato lógico, especialmente devido ao fato de que a Copa do Mundo de Futebol Feminino de 2015 estaria sendo realizada no Canadá. Contudo, em dezembro de 2012, os Whitecaps encerraram as atividades de seu time feminino.
Durante a temporada inicial, rumores indicavam que diversos times da MLS tinham interesse em ter um time na NWSL, incluindo o Toronto FC, o Vancouver Whitecaps FC e o New York Red Bulls. Além disso, uma proposta oficial foi feita pelo Houston Aces, um time feminino da Women's Premier Soccer League. Donos de alguns times da liga davam pistas de que a expansão em 2014 não era uma questão de "se", mas de "quantos". Apesar disso tudo, durante os playoffs da primeira temporada foi anunciado que não haveria expansão no número de times para a segunda temporada da NWSL. NY Red Bulls e Sky Blue FC, contudo, anunciaram que estavam em discussão para uma possível cooperação entre as equipes.
Durante o período entre a primeira e a segunda temporada, o Houston Dynamo adicionou seu nome à lista de times da MLS com interesse em ter um time feminino na NWSL, dizendo que esperavam ter um time na temporada de 2014 ou 2015. Ainda em 2013, foi anunciada a formação do Houston Dash que começaria a jogar em 2014. No início de dezembro, a NWSL aprovou o novo time de Houston e confirmou que o time começaria a jogar em 2014, apesar do anuncio anterior de que não haveria expansão para a segunda temporada da liga.
Durante o período entre a segunda e a terceira temporada, as conversas sobre expansão da liga cresceram rapidamente, com três times masculinos (Real Salt Lake da MLS, Indy Eleven da NASL e Pittsburgh Riverhounds SC da USL Pro) e um grupo não identificado de Atlanta, expressando interesse em ter um time na NWSL. Houve também rumores de interesse de três times da Califórnia, contudo nenhuma proposta oficial foi feita. Apesar de todos esses interesses, em abril de 2015, foi anunciado que não haveria novos times na temporada de 2016.
Contudo, depois do sucesso da seleção americana na Copa do Mundo de Futebol Feminino de 2015, o interesse renovado na NWSL fez com que os donos dos times da liga não descartassem um novo time para 2016. O comissário Jeff Plush disse que mais de uma dúzia de grupos interessados haviam contactado a liga nas semanas pós Copa do Mundo. O time da MLS, Orlando City SC, foi um dos primeiros grupos a fazer uma proposta oficial. Em 20 de outubro de 2015, foi anunciado que Orlando seria sede do décimo time da liga, o Orlando Pride, que começaria a jogar na temporada 2016. Na mesma ocasião, o time anunciou a contratação do ex-técnico da seleção americana, Tom Sermanni como seu primeiro treinador.
Em 16 de novembro de 2017, foi anunciado que o Real Salt Lake teria um time feminino na NWSL, começando na temporada 2018. O nome do novo time de Salt Lake City foi logo depois anunciado como sendo Utah Royals FC. A equipe foi anunciada como uma nova franquia da liga, substituindo o FC Kansas City, que deixou de existir. O time de Kansas foi visto como uma vítima não intencional dos problemas que o Sporting Kansas City (que era o principal parceiro do FC Kansas City) vinha enfrentando com seu time reserva, o Swope Park Rangers.
Em 22 de outubro de 2019, a NWSL anunciou que um clube de Louisville, no Kentucky iria se juntar a liga a partir de 2021. O time será operado pelo time da USL Championship Louisville City FC e irá mandar seus jogos no Lynn Family Stadium, estádio que será inaugurado em 2020.

## Organização

### Estádios e público nos jogos
Atualmente, os jogos da NWSL acontecem nove estádios diferentes. O recorde de público em um jogo da liga aconteceu em 23 de abril de 2016 no Camping World Stadium quando 23 403 assistiram ao Orlando Pride derrotar o Houston Dash em um jogo da temporada regular de 2016. Com exceção dessa partida, a maioria dos jogos com maiores públicos na liga têm ocorrido no Providence Park onde o Portland Thorns FC manda seus jogos.

### Formação dos elencos e salários
A cada temporada, a liga determina um teto salarial que delimita o quanto cada clube pode gastar com jogadoras. Os salários de jogadoras alocadas das seleções dos Estados Unidos, Canadá e (antigamente) México são pagos pelas suas respectivas federações e não por seus clubes na NWSL e portanto não contam no custo total salarial de cada clube.
Jogadoras não alocadas desses países, incluindo jogadoras internacionais (que jogam por outras seleções), também tem limites para o menor e o maior salário que podem receber. Jogadoras alocadas das federações dos Estados Unidos e Canadá estão isentas desses limites. O mesmo se aplicava à jogadoras mexicanas, mas o acordo entre a NWSL e a Federação Mexicana terminou quando os mexicanos criaram sua própria liga de futebol feminino em 2017.
| Ano  | Teto salarial | Limites salariais para jogadoras não-alocadas | Limites salariais para jogadoras não-alocadas |
| Ano  | Teto salarial | Mínimo                                        | Máximo                                        |
| ---- | ------------- | --------------------------------------------- | --------------------------------------------- |
| 2013 | $200,000      | $6,000                                        | $30,000                                       |
| 2014 | $265,000      | $6,842                                        | $37,800                                       |
| 2015 | $265,000      | $6,842                                        | $37,800                                       |
| 2016 | $278,000      | $7,200                                        | $39,700                                       |
| 2017 | $315,000      | $15,000                                       | $41,700                                       |
| 2018 | $350,000      | $15,750                                       | $44,000                                       |
| 2019 | $421,500      | $16,538                                       | $46, 200                                      |

Todos os valores estão em dólar

### Associação de jogadoras
Em 15 de maio de 2017, jogadoras não-alocadas ativas, incluindo jogadoras amadoras que não recebem sálarios, anunciaram a formação de uma associação de jogadoras, como um primeiro passo para a eventual formação de um sindicato. Apenas jogadoras não-alocadas podem ser membras da associação, já que jogadoras alocadas já são membras de organizações laborais ligadas às suas respectivas federações nacionais e, portanto, negociam seus contratos, incluindo os seus sálarios na NWSL, diretamente com essas federações e não com a liga e seus clubes. A associação é liderada pela advogada e ex-goleira profissional, Meghann Burke. Burke foi também umas das organizadoras do sindicato das jogadoras da WPS, a liga profissional de futebol feminino que deixou de existir em 2012.

## Campeões da liga
Em onze temporadas, seis clubes já foram coroados campeões da NWSL e seis clubes já foram vencedores da temporada regular, o chamado "NWSL Shield".
| Ano  | Campeões da NWSL Vencedores dos Play-offs | NWSL Shield Vencedores da Temporada Regular |
| ---- | ----------------------------------------- | ------------------------------------------- |
| 2013 | Portland Thorns FC                        | Western New York Flash                      |
| 2014 | FC Kansas City                            | Seattle Reign FC                            |
| 2015 | FC Kansas City                            | Seattle Reign FC                            |
| 2016 | Western New York Flash                    | Portland Thorns FC                          |
| 2017 | Portland Thorns FC                        | North Carolina Courage                      |
| 2018 | North Carolina Courage                    | North Carolina Courage                      |
| 2019 | North Carolina Courage                    | North Carolina Courage                      |
| 2021 | Washington Spirit                         | Portland Thorns                             |
| 2022 | Portland Thorns FC                        | Seattle Reign                               |
| 2023 | NY/NJ Gotham FC                           | San Diego Wave                              |
| 2024 | Orlando Pride                             | Orlando Pride                               |

## Transmissão
De 2013 à 2016, a maioria dos jogos da NWSL eram disponibilizados para serem assistidos atráves do Youtube ou atráves dos websites de cada equipe da liga. Dos oito times da liga em sua temporada inaugural, apenas o Boston Breakers cobrava alguma taxa para que os espectadores tivessem acesso a transmissão de seus jogos.

### 2013
Em 18 de abril de 2013, a NWSL assinou um contrato de um ano com a Fox Sports que dava a emissora o direito de transmissão televisiva de seis jogos da temporada regular, da semi finais e do jogo da final. Todos os jogos foram transmitidos pela Fox Sports 2.

### 2014
Em 28 de maio de 2014, a NWSL assinou um contrato de um ano com a ESPN para a transmissão de nove jogos da segunda temporada da liga. Os jogos incluídos no acordo eram três partidas da temporada regular e três partidas dos play offs que foram ao ar pela ESPN2, além de três jogos da temporada regular transmitidos via streaming na ESPN3.

### 2015-2016
Em 30 de junho de 2015, a NWSL assinou outro acordo de um ano com a Fox Sports, dessa vez para a transmissão de 10 jogos da liga. Três partidas da temporada regular e outras três dos play offs foram transmitidas pela FS1, enquanto outras quatro partidas foram transmitidas via streaming pelo Fox Sports Go. O acordo foi estendido por mais um ano cobrindo também a temporada de 2016 da NWSL, onde três jogos da temporada regular e três dos play offs foram transmitidos pela FS1.

### 2017-2019
Em 2 de fevereiro de 2017, a NWSL anunciou um acordo de três anos com a A&E Networks, permitindo que o canal Lifetime transmitisse 22 jogos da temporada regular e três dos play offs. Os jogos eram transmitidos todos os sábados a tarde em um programa chamado "Jogo da Semana da NWSL". Essa foi a primeira vez em toda sua história que a NWSL teve seus jogos transmitidos semanalmente durante toda a temporada. Como parte do acordo as jogadoras usavam o símbolo da emissora na manga de seus uniformes. Também como parte do acordo a A&E Networks comprou 25% de participação acionária na NWSL, o que garantiu a emissora dois assentos no conselho administrativo da liga. A emissora e a NWSL também criaram um empresa em conjunto, chamada "NWSL Media", a empresa tem como principal função cuidar dos direitos de transmissão e marketing da liga. O acordo marcou a primeira vez que a Lifetime transmitiu esporte desde o final dos anos 1990 e ínicio dos anos 2000, quando a emissora transmitia jogos da WNBA. A Lifetime também transmite o "Jogo da Semana" atráves de seu website para o público americano e através do site da NWSL e de seu App para o público fora dos Estados Unidos. Os outros jogos são transmitidos com exclusividade via streaming pelo go90 em solo americano e pelo site da NWSL internacionalmente.
A qualidade da transmissão via streaming da go90 recebeu diversas críticas de jornalistas, espectadores, assim como de jogadoras e membros do staff de diversos times da liga. Eles criticavam a qualidade do serviço, argumentando que o crescimento da NWSL poderia ser prejudicada pela falta de alcance e proeminência do go90 quando comparado ao Youtube. Em 19 de maio de 2017, a liga anunciou que adicionalmente ao go90 os jogos seriam transmitidos no site da NWSL e na app da liga para o público norte-americano até que os problemas técnicos com o go90 fossem resolvidos.
Em 27 de maio, a jogadora do Houston Dash, Rachel Daly desmaiou em campo depois de uma partida em Houston (onde o Índice de calor era de mais de 37 graus Celsius) e foi carregada de maca e hospitalizada com Intermação. Logo depois do incidente, a diretora de operações da liga, Amanda Duffy anunciou que os "Jogos da Semana", muitos deles jogados nas horas mais quentes do dia e em algumas das cidades mais humidas do país como Orlando, Houston e Cary, seriam rearranjados para permitir um intervalo maior para reidatração das atletas. Alguns dos "Jogos da Semana" foram também realocados para outros estádios e foi dada maior flexibilidade aos times que não teriam seus jogos transmitidos para remarcarem as partidas para outros horários com intencão de salvaguardar a saúde das jogadoras. A liga adotou também novos procedimentos para lidar com o calor e para remarcação de jogos.
A fim de lidar com a remarcação de jogos em 2018, a Walt Disney Company e a Hearst Communications (donas da A&E Networks) junto com a NWSL realinharam os "Jogos da Semana", adicionando a ESPNEWS (que pertence ao mesmo grupo) que passou a transmitir alguns jogos   selecionados. Todos os jogos transmitidos pela rede ESPN tinham horários noturnos (7 ou 10 da noite).
2024
As partidas são transmitidas pelo app e site NWSL+, ESPN, AMAZON PRIME, ION e também para o Brasil  em português no YouTube pelo Canal GOAT com duas partidas por rodada.

## Recordes
As estatísticas abaixo indicam as maiores recordistas em diversos críterios. Os números são relativos à temporadas regulares. Jogadoras em Negrito ainda estão ativas na NWSL.

### Jogadoras
| Ranking | Jogadoras          | Gols |
| ------- | ------------------ | ---- |
| 1       | Samantha Kerr      | 61   |
| 2       | Christine Sinclair | 46   |
| 3       | Jessica McDonald   | 43   |
| 4       | Lynn Williams      | 40   |
| 5       | Christen Press     | 38   |
| 6       | Alex Morgan        | 35   |
| 7       | Megan Rapinoe      | 34   |
| 8       | Carli Lloyd        | 33   |
| 8       | Allie Long         | 33   |
| 10      | Kim Little         | 32   |

| Ranking | Jogadoras          | Gols |
| ------- | ------------------ | ---- |
| 1       | Amy Rodriguez      | 6    |
| 2       | Tobin Heath        | 3    |
| 2       | Lindsey Horan      | 3    |
| 2       | Jessica McDonald   | 3    |
| 2       | Samantha Mewis     | 3    |
| 2       | Megan Rapinoe      | 3    |
| 2       | Christine Sinclair | 3    |
| 2       | Lynn Williams      | 3    |
| 9       | Crystal Dunn       | 2    |
| 9       | Carli Lloyd        | 2    |
| 9       | Erika Tymrak       | 2    |

## Premiações
Durante toda a temporada, a liga entrega prêmios de "Melhor Jogadora da Semana" e "Melhor Jogadora do Mês" à atletas que são votadas pelos veículos de mídia que cobrem a NWSL. Ao final de cada temporada, a liga entrega seis prêmios especiais para atletas que são votadas pelos donos, técnicos, diretores gerais e jogadoras de cada time, além de representantes da mídia. Esses prêmios são:
1. Chuteira de Ouro (para a artilheira da temporada)
2. Revelação do Ano
3. Goleira do Ano
4. Defensora do Ano
5. Técnico do Ano
6. Melhor Jogadora do Ano (MVP)

Adicionalmente, a liga ainda escolhe uma seleção do ano (NWSL Best XI team) e uma seleção reserva do ano (NWSL Second XI team), que são votadas por jornalistas, oficiais dos clubes e jogadoras.

## Comissários da liga
| Name          | Years     |
| ------------- | --------- |
| Cheryl Bailey | 2012–2014 |
| Jeff Plush    | 2015–2017 |
| Vacant        | 2017–     |

A liga tem operado sem um Comissário em tempo integral desde que Jeff Plush pediu demissão em 2 de março de 2017. Amanda Duffy, que foi contratada em dezembro de 2016 para servir como diretora geral de operações da liga, tem servido como rosto público da administração da liga desde a saída de Plush e a posição de Comissário continua vaga.